# Грей, Реджинальд, 1-й барон Грей из Уилтона
Реджинальд де Грей (англ. Reginald de Grey; приблизительно 1240 — 5 апреля 1308) — английский аристократ, 1-й барон Грей из Уилтона с 1295 года. Участвовал в завоевании Уэльса и получил обширные владения в этом регионе, сражался в Шотландии, занимал должность шерифа в ряде графств.

## Биография
Реджинальд де Грей принадлежал к старинному роду, основатель которого перебрался в Англию из Нормандии в XI веке. Один из Греев, сэр Джон, обосновался в Ширланде в Дербишире; Реджинальд, родившийся приблизительно в 1248 году, был старшим из его сыновей от второго брака, с Эммой де Кауз. После смерти отца, которую историки датируют временем до 18 марта 1266 года, Реджинальд получил земли в семи графствах Англии: Бедфордшире, Бакингемшире, Хантингдоншире, Глостершире, Эссексе, Чешире, Херефордшире. Благодаря браку он приобрёл поместье Уилтон в Уилтшире, которое стало главной его резиденцией. В 1257 году Грей был посвящён в рыцари, в 1266 году стал шерифом Ноттингемшира и Дербишира, констеблем Ноттингемского замка, в 1268 — констеблем Нортгемптонского замка, в 1270 — судьёй Честера и шерифом Чешира (до 1274 года). В 1281 году сэр Реджинальд был назначен юстициарием Честера.
Грей участвовал в походах короля Эдуарда I в Уэльс. Он сражался с валлийцами в 1277 году и после заключения выгодного для Англии Конвейского договора получил в управление прежде спорную территорию Перфетвлад. Суровая политика сэра Реджинальда по отношению к новым английским подданным стала в 1282 году одной из причин восстания и, как следствие, окончательного завоевания Уэльса; Грей принял участие в этом завоевании, руководя вместе с графом Сурреем походом в долину Клуида. За свои заслуги он получил от короля земли в Гвинеде (Северный Уэльс) с замком Ратин. В 1295 году Реджинальда вызвали в парламент как барона Грея из Уилтона.
В качестве валлийского землевладельца Грею регулярно приходилось поставлять лёгкую пехоту в королевскую армию. Один из организованных им рекрутских наборов (в 1294 году, для экспедиции в Гасконь) вызвал очередное восстание, которое, впрочем, быстро было подавлено. В 1298 году барон воевал в Шотландии и сражался при Фолкерке, где англичане разбили Уильяма Уоллеса. В 1301 году он принёс вассальную присягу за свои валлийские владения наследнику престола Эдуарду, незадолго до того ставшему принцем Уэльским. В последующие годы сэр Реджинальд принадлежал к окружению принца, где выделялся своими опытом и заслугами. Он умер 6 апреля 1308 года, спустя год после того, как его сюзерен стал королём Англии под именем Эдуарда II.

## Семья
Реджинальд де Грей был женат примерно с 1267 года на Мод (Матильда) де Лоншан, дочери Генри де Лоншана из Уилтона. В этом браке родился Джон де Грей, 2-й барон Грей из Уилтона (около 1268—1323).